# Арсентьев, Андрей Николаевич
Андрей Николаевич Арсентьев (14 июля 1854, Златоуст — 1903, Златоуст, Уфимская губерния) — российский фотограф из Златоуста.

## Биография
Андрей Николаевич родился 14 июля 1854 года в Златоустовском Заводе Троицкого уезда Оренбургской губернии в семье профессионального фотографа Николая Ивановича Арсентьева (1826—?). Отец Николай Иванович окончил Златоустовскую заводскую школу в 1842 году, служил в Златоустовской метеорологической обсерватории в 1842—1845 годах, писцом в Главной конторе Златоустовских заводов в 1845—1855 годах, смотрителем магазина Златоустовского завода в 1855—1860 годах, казначеем в 1860—1866 годах, столоначальником разрядного стола Златоустовского заводской конторы с 1866 годах.
Андрей Николаевич окончил Златоустовское окружное училище в 1873 году.
Свою трудовую деятельность начал писарем в Златоустовской оружейной конторе в 1873—1878 годах, затем был чертёжником Златоустовского завода и Златоустовской оружейной фабрики в 1878—1884 годах. 15.04.1884 году вышел в отставку и занялся профессиональной фотографией.

## Награды
За свои достижения был награждён:
- 1856 — медаль «В память войны 1853—1856» из светлой бронзы на Владимирской ленте.

## Ф. Арсентьевъ въ Златоустѣ
В 1860-е годах Николай Иванович Арсентьев держал в Златоусте фотосалон, делал портреты и групповые снимки высокого качества. Фотосалон находился на улице Павловской (ныне улица Аникеева) в Златоусте.
В 1882 году Андрей Николаевич сделал альбом из 23 снимков с разными видами оружия и изделий Златоустовских заводов, для предоставления его на Всероссийской художественно-промышленной выставке 1882 года в Москве, получив за этот заказ 78 рублей. В журнале «Фотографъ» за 1882 год (Санкт-Петербург, орган V отдела ИРТО) было отмечено, что «фотография Арсентьева в Златоусте экспонировала себя превосходными видами Златоуста с юго-западной и восточной сторон. Работа отлична».
В 1884—1885 годах Андрей Николаевич по заданию Горного департамента в связи с просьбой министра государственных имуществ М. Н. Островского проводил фотосъёмку Златоустовских заводов и окрестностей для альбома «фотографических видов разных местностей, находящихся в окрестностях Златоуста и заводов Саткинского и Кусинского». Были сделаны: 1) виды г. Златоуста (с северо-восточной, юго-западной, западной, северо-западной, северной сторон и Нижнего завода); 2) виды заводских устройств (внутренний вид Арсенала и механической фабрики, вид канатного привода, печей Сименс, большого прокатного стана, поолировочной и столярной фабрик, эфесного цеха); 3) виды окрестностей Златоуста (вид Александровской сопки на Урале, вид горы Таганай, вид Уреньгинских сопок); 4)вид Саткинского завода; 5) виды окрестностей Саткинского завода (вид Бакальского рудника, вид окрестных гор, вид горы и озера Зюраткуль, вид Нургуша и Лукаша, вид порогов на р. Сатка, вид запани на р. Малая Сатка, единоверческий Воскресенский монастырь); 6) вид Кусинского завода. За свои услуги Андрей Николаевич получил около 50 рублей, а также заводом были компенсированы затраты на фотопринадлежности на сумму 106 рублей.
В 1888 году экспонировал свои снимки на Всероссийскую фотографическую выставку, устроенной фотографическим отделом ОРТЗ в Москве, в ознаменовании 50-летия открытия светописи.
Снимки Андрея Николаевича использовал Д. И. Менделеев в книге «Уральская железная промышленность в 1899 году» после проведённой уральской экспедиции.
Ряд фотографий Андрея Николаевича неоднократно воспроизводились в сериях открыток Южного Урала. Действительный член Русского фотографического общества с 1899 года. В 1899 году отмечен как владелец «Фотографии Арсентьев».
В журнале «Нива» № 3 за 1903 год напечатали 6 снимков: «Воскресенский единоверческий мужской монастырь (в Златоустовском уезде)», «Сокровищница России — Южный Урал. Долина Юрюзани, близ Герасимова острова», «Гора Большой Таганай. Скалы на вершине "второй" сопки», «Добыча золотоносного песка на Иремельском прииске, в окрестностях Миасса, Оренбургской губ.», «Семья башкир в домашнем быту, деревня Кублаково, Златоустовского уезда», «Тяжелый железный рудник №2». Снимок «Воскресенский единоверческий мужской монастырь (в Златоустовском у.)» есть в альбоме, врученному главного начальнику Уральских горных заводов И. П. Иванову в 1896 году. Альбом хранится в Златоустовском краеведческом музее. На обороте почтовой карточки надпись «Урал. Воскресенский Православно-Старообрядческий Монастырь».
Подписывался «Ф. Арсентьевъ въ Златоустѣ».

## Галерея
- Семья башкира в деревне Кулбаково, 1890
- Утёс «Красный камень»
- В окрестностях Златоуста, 1890
- Незнакомка